# Син екран на смъртта
 За термина от киното и телевизията вижте Син екран (филмова техника).  
Син екран на смъртта (на английски: Blue Screen of Death, съкратено BSOD) е популярно жаргонно название на съобщение за критична грешка, появяващо се на син фон, което се среща понякога при потребителите на Windows операционни системи и по-често при Windows 98. Грешката, предизвикваща появата на този екран често е достатъчно сериозна да изисква рестартиране на компютъра. Това може да доведе до загуба на информация (пуснатите в момента програми), да се изгубят данните на потребителя на твърдия диск, които никога не могат да се възстановят повторно, повреда на операционната система и на твърдия диск (не води до фрагментация на диска).
Препоръчително е съобщението от операционната система върху „Син екран на смъртта“ да се прочете внимателно, защото то може да се появи например при достъп до флопи или CD-ROM устройство, когато бъде премахнат носителят. В такъв случай е редно носителят да бъде върнат обратно, в противен случай трябва да се натисне клавиш „Esc“ с цел отказване на операцията. При „Син екран“ има също вероятност компютърът да е блокирал (да е възникнал безкраен процес). В операционните системи след Windows Me екранът се появява в случай на претоварването на компютъра при малко RAM памет, качването на непригоден софтуер или прекалено много грешки на операционната система, които не могат да бъдат изчистени дори и със специални програми предназначени за такива проблеми. Затова при честата поява на синия екран се прибягва до преинсталация на Windows. Главната причина тази грешка да се появи е фактът, че системата не може да реши даден проблем и да продължи да работи безопасно.

## Причини за поява на син екран
- Софтуерни
  - Вътрешни за операционната система
  - Предизвикан от програма
  - Предизвикан от недостиг на ресурси
  - Предизвикан от конфликт на драйвер и операционната система

- Хардуерни
  - Предизвикан от повреда на хардуер
  - Предизвикан от моментна грешка на хардуер
  - Предизвикан от достъп до повреден носител/медия
  - Общи електрически смущения
  - Предизвикан от смущения или неправилно поставяне на устройство в USB устройството.

## Известни случаи на поява
Има два случая, при които на официални представяния на нови продукти на Microsoft се случва да се появи прословутият син екран. Първият път е на представянето на Windows 98 .
Другият подобен екран е на злополучна презентация през януари 2005 година.

## Червен екран на смъртта
Една новост е, че вече има „Червен екран на смъртта“ при операционната система на Microsoft т.нар. Windows Vista. Червеният екран се появява при „зареждащата операционни системи програма“ (boot loader). Windows Vista продължава да има и син екран за друг вид грешки.